# Marcos Santarrita
Marcos Santarrita (Aracaju, 16 de abril de 1941 — Rio de Janeiro, 5 de outubro de 2011) foi um escritor, tradutor e crítico literário brasileiro.

## Biografia
Começou sua carreira literária colaborando, com traduções e contos, para o Jornal da Bahia, o A Tarde e o Diário de Notícias. Nos anos 1960, fundou, com outros escritores, o periódico literário Revista da Bahia.
Em 1967, morando na cidade do Rio de Janeiro, foi redator do O Globo, Jornal do Brasil e Última Hora, além da revista Fatos e Fotos. Nessa época, também colaborou com o jornal Folha de S.Paulo e a revista Isto É.
Seu romance Mares do Sul foi premiado pela Academia Brasileira de Letras, no gênero ficção. Como tradutor, já tem em seu currículo mais de uma centena de obras, unindo autores como Pirandello, H. G. Wells, Henry James, Alexandre Dumas, Eric Hobsbawm, Philip Roth, Dashiell Hammett e Charles Bukowski, entre outros.

## Obras
- A Solidão dos Homens (1969)
- Danação dos Justos (1977)
- A Solidão do Cavaleiro no Horizonte (1978)
- A Juventude Passa (1983)
- Lady Luana Savage (1986)
- O Jardim das Delícias (1989)
- A Ilha dos Trópicos (1990)
- Bahia Minha (1996)
- Divina Flor (1998)
- Mares do Sul (1999)
- O Que Tinha de Ser - Contos Contados (2000)
- Os Pecados da Santa (2003)